# Paul Stroobant

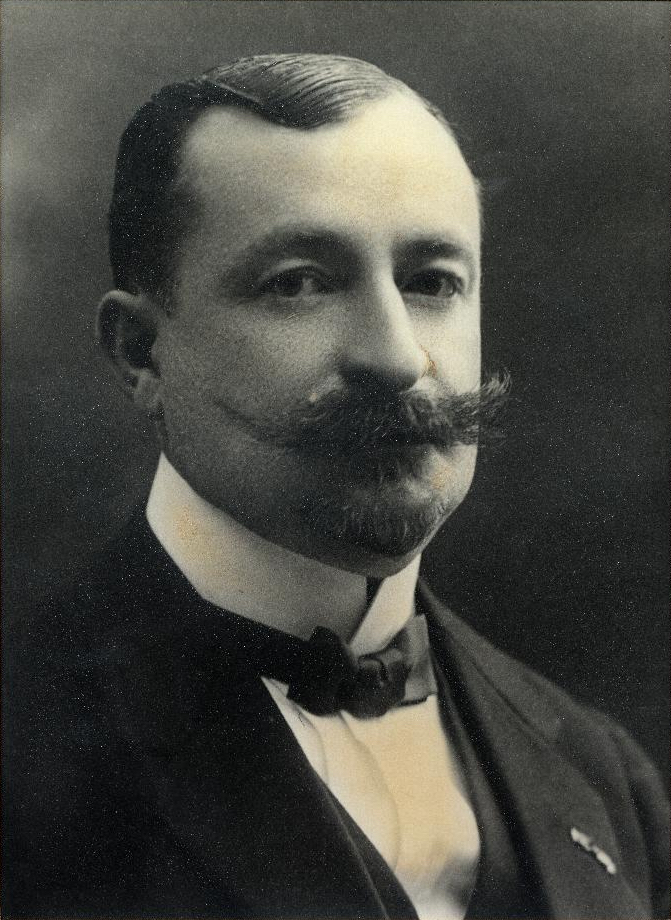
Paul Stroobant omstreeks 1900

Paul Henri Stroobant (Elsene, 11 april 1868 - Sint-Gillis, 15 juli 1936) was een Belgisch astronoom. Hij was directeur van de Koninklijke Sterrenwacht van België en hoogleraar aan de Université libre de Bruxelles. Stroobant observeerde de planetoïden en interesseerde zich voor de structuur van de ringen van Saturnus.

## Levensloop
Hij was het achtste en jongste kind van kunstschilder François Stroobant. Stroobant interesseerde zich reeds vroeg voor de astronomie. In 1882, toen hij veertien jaar oud was, volgde hij de verslagen van de observaties van de grote komeet C/1882 R1 op de voet. Drie jaar later trad hij als vrijwilliger in dienst bij de Koninklijke Sterrenwacht van België. Aan de Université libre de Bruxelles behaalde hij in 1889 het doctoraat in de wis- en natuurkunde. Met een reisbeurs die hij had gewonnen ging hij naar het Collège de France en het Observatorium van Parijs waar hij zich verder specialiseerde in de astronomie.
Bij zijn terugkeer in 1891 kwam Stroobant in dienst van de Ukkelse sterrenwacht en werd benoemd tot adjunct-astronoom. In 1903 volgde zijn benoeming tot astronoom, in 1913 tot diensthoofd astronomie en in 1918 tot adjunct-directeur. In feite had Stroobant de sterrenwacht al geleid tijdens de Eerste Wereldoorlog toen directeur Georges Lecointe gemobiliseerd was. In 1925 volgde Stroobant Lecointe op als directeur en hij bleef de functie uitoefenen tot enkele maanden voor zijn dood in 1936. Onder zijn directeurschap werden vele nieuwe instrumenten gekocht, waaronder een grote meridiaankijker om nieuwe planetoïden te kunnen ontdekken. Hij richtte er eveneens het departement astrofysica op en bouwde het seismologische station uit dat onder leiding stond van zijn assistent Paul Bourgeois. Als directeur werd hij er opgevolgd door Eugène Delporte.
Stroobant was in 1897 benoemd tot docent aan de Brusselse universiteit en werd er in 1904 hoogleraar op de leerstoel Astronomie. Hij richtte er in 1923 het departement sterrenkunde op en liet in 1924 het Instituut voor de Astronomie bouwen waarin eveneens een kleine sterrenwacht was voorzien. Zijn voornaamste leerling Jacques Cox zou hiervan gebruikmaken om de planetoïden te onderzoeken.
In 1913 was Stroobant verkozen tot lid van de Koninklijke Academie van België nadat hij er in 1908 reeds corresponderend lid van was geworden. Hij was er voorzitter van het Nationaal Comité voor Sterrenkunde en hield er zich eveneens bezig met geodesie en geofysica. In 1931 was hij voorzitter van het departement Wetenschappen van de academie. In 1950 werd de Prix Paul et Marie Stroobant door de academie in het leven geroepen ter bekroning van een publicatie over theoretische of observationele astronomie. Stroobant was eveneens lid van de Royal Astronomical Society en was verder medestichter en secretaris van de Société Belge d'Astronomie. Vanaf 1932 was hij eveneens corresponderend lid van de Académie des sciences van het Institut de France. Op de wereldcongressen van de Internationale Astronomische Unie was hij commissieleider.
Hij stierf op 68-jarige leeftijd in Sint-Gillis. Een laan in de buurt van het Ukkelse Wolvendaelpark en de planetoïde (1124) Stroobantia werden naar hem vernoemd.

## Werk
Zijn eerste belangrijke publicatie in 1890 handelde over de positie van de ringen van Saturnus. Later publiceerde hij eveneens over de afplatting van de planeet en de excentriciteit van de ringen. In 1894 volgde een publicatie over Mercurius. Nadien verlegde hij zijn aandacht naar de observatie van de planetoïden waarover hij in 1907 en 1917 publiceerde.
Ook de sterren hadden zijn aandacht en hij schreef onder andere over de snelheid van het zonnestelsel in de ruimte, de verdeling van sterren in het Melkwegstelsel en de verdeling van spectroscopische dubbelsterren langs de hemel. In oktober 1932 publiceerde hij als directeur van de Belgische sterrenwacht de uitkomst van nieuwe, nauwkeurige metingen betreffende de plaats en beweging van de zon in het Melkwegstelsel.

## Prijzen
- Prix Mailly van de Koninklijke Academie van België (1912)
- Tienjaarlijkse prijs voor de toegepaste wiskunde van de Belgische regering (1921)
- Prix Lalande van de Franse Académie des sciences (1921)

## Publicaties (selectie)
Naast de vele artikels in binnen- en buitenlandse tijdschriften publiceerde Stroobant onder meer:
- Précis d'astronomie pratique, 1903 (verbeterde heruitgave in 1933)
- Les sciences astronomiques et météorologiques, 1907
- Les observatoires astronomiques et les astronomes, 1907 (heruitgaven in 1931 en 1936)
- L'Académie royale de Belgique depuis sa fondation (1772-1922), 1922